# Bijuterii de familie (film din 1965)
Bijuterii de familie (titlu original: The Family Jewels) este un film american de comedie din 1965 regizat de Jerry Lewis. Rolurile principale au fost interpretate de actorii Jerry Lewis și Sebastian Cabot.

## Prezentare
Micuța Donna ajunge orfană dar este moștenitoarea a 30.000.000  $. Ea trebuie să-l aleagă pe unul din cei șase unchii ai săi ca tutore. Averea acesteia devine o puternică atracție pentru unchii săi. Însoțită de șoferul Willard Woodward, ea îl va vizita pe  fiecare dintre unchii săi...

## Distribuție
- Jerry Lewis  ca Willard Woodward / James Peyton / Everett Peyton / Julius Peyton / Capt. Eddie Peyton / Skylock Peyton / 'Bugs' Peyton

- Donna Butterworth ca Donna Peyton
- Sebastian Cabot ca Dr. Matson
- Neil Hamilton  ca avocat
- Jay Adler ca  M. Lyman, avocat
- John Hubbard ca Second Pilot
- Norman Leavitt - Charles, casier
- Michael Ross - Second Guard
- Robert Strauss ca Pool Hall Owner
- Jesslyn Fax ca Airline Passenger
- Renie Riano ca Airline Passenger
- Ellen Corby ca Airline Passenger
- Frances Weintraub Lax ca Airline Passenger (ca Frances Lax)
- Marjorie Bennett ca Airline Passenger
- Herbie Faye ca Joe
- Milton Frome ca Pilot
- Gene Baylos ca Clown
- Donna Butterworth ca Donna Peyton (ca Miss Donna Butterworth)
- John Lawrence ca Chief Petty Officer